# Tiếng Hiligaynon
Tiếng Hiligaynon, cũng được gọi là Tiếng Ilonggo là ngôn ngữ của cư dân vùng Tây Visayas của Philippines.
Tiếng Hiligaynon là thành viên của nhóm ngôn ngữ Philippine trong ngữ tộc Malay-Polynesia thuộc Ngữ hệ Nam Đảo. Tiếng Hiligaynon đứng thứ 4 về số người sử dụng như tiếng mẹ đẻ và đứng thứ 3 về tổng số người sử dụng ở đất nước này.
Ngôn ngữ này được gọi là "Ilonggo" ở hai tỉnh xuất xứ của mình là Iloilo và Negros Occidental. Mặc dù có nhiều tranh cãi, nhưng rõ ràng cách dùng này sẽ khiến mọi người liên tưởng đây chỉ là ngôn ngữ bản địa ở tỉnh Iloilo. Chính thức ngôn ngữ này được gọi là Hiligaynon.

## Phân bổ
Những người sử dụng ngôn ngữ này tập trung tại tỉnh Iloilo và tỉnh Negros Occidental, như cũng xuất hiện tại các tỉnh khác trên đảo Panay như Capiz hay Antique, Aklan và Guimaras. Ngoài ra, ngôn ngữ này cũng được sử dụng ở nhiều nơi ở Mindanao như thành phố Koronadal, tỉnh Nam Cotabato, Sultan Kudarat và nhiều phần của tỉnh Cotabato. Ngôn ngữ này còn là ngôn ngữ thứ hai của những người nói tiếng Karay-a ở tỉnh Antique, người nói tiếng Aklanon và tiếng Malaynon ở tỉnh Aklan, người nói tiếng Cebuano ở tỉnh Siquijor và người nói tiếng Capiznon ở tỉnh Capiz.
Tiếng Hiligaynon là ngôn ngữ bản địa của khoảng 7 triệu người trong và ngoài Philippines và có khoảng 4 triệu người khác có khả năng sử dụng ở mức độ thành thạo.